# Pedrafita do Cebreiro
Piedrafita del Cebrero là một đô thị ở tỉnh Lugo ở Galicia. Đô thị này thuộc comarca Los Ancares Lucenses.

## Parroquia
- O Cebreiro (Santa María)
- Fonfría (San Xoán)
- Hospital (San Xoán)
- Liñares (Santo Estevo)
- Lousada (San Vicente)
- Louzarela (San Xoán)
- Pacios (San Lourenzo)
- Padornelo (San Xoán)

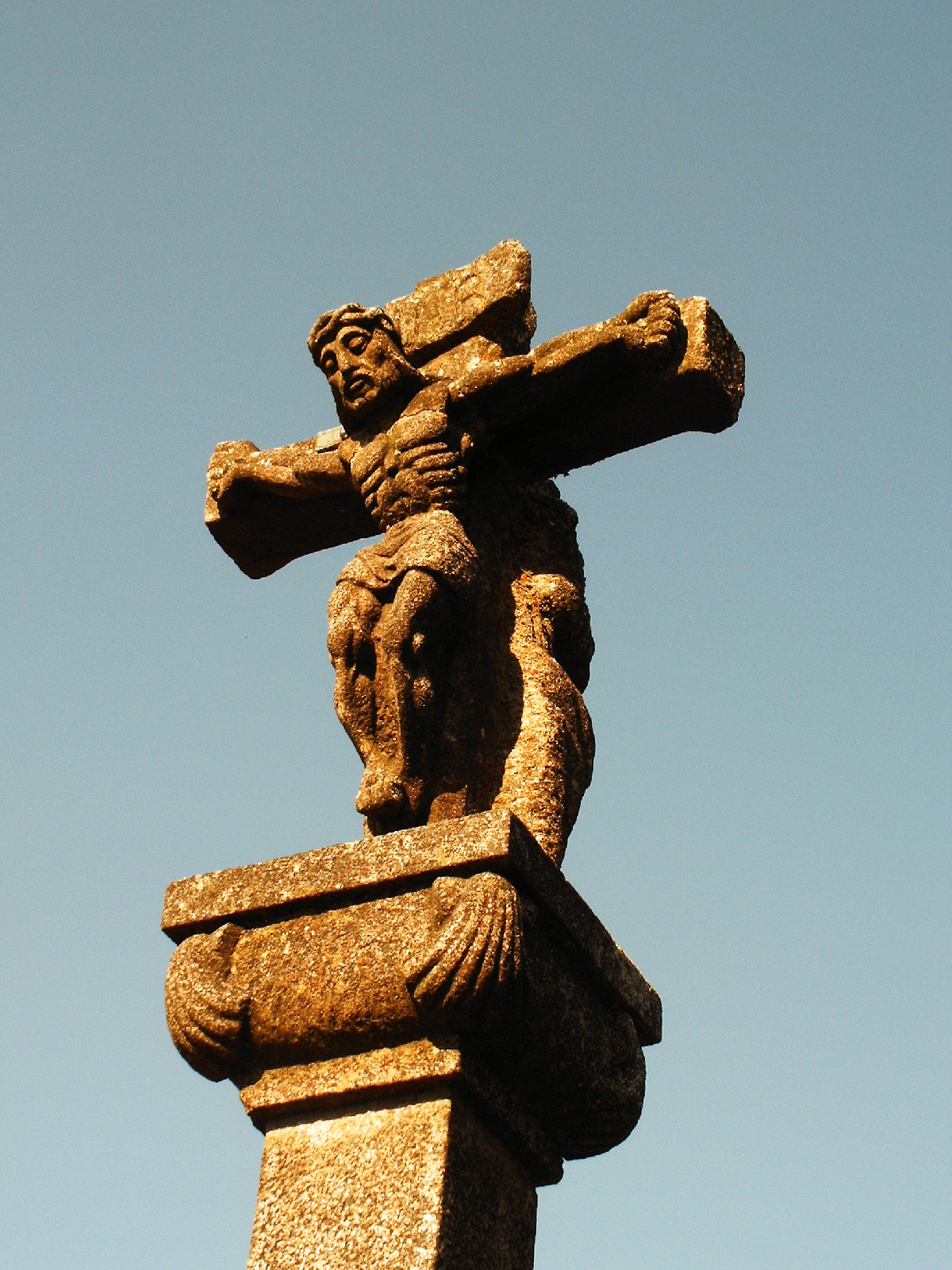
Crucero en O Cebreiro.

- Pedrafita do Cebreiro (Santo Antón)
- Riocereixa (Santa María Madanela)
- Veiga de Forcas (Santa María)
- Zanfoga (San Martiño)